# Ingo Tomi
Ingo Tomi (* 1976 in Saarbrücken) ist ein deutscher Schauspieler.

## Leben
Ingo Tomi wuchs in der Nähe von Heidelberg auf. Er studierte zunächst Biologie an der Universität Göttingen. Nach einem  Auslandssemester in Barcelona kehrte er nach Deutschland zurück, brach sein Biologie-Studium ab und wechselte zur Politikwissenschaft. 1999 zog er nach Berlin, wo er an der Freien Universität Berlin Politikwissenschaft und Soziologie studierte. 2005 schloss er an der FU Berlin sein Studium im Fach Soziologie mit Diplom ab. 
Nach einem erfolgreichen Vorsprechen bei einem Studententheater und ersten studentischen Theaterarbeiten entschied er sich für ein Schauspielstudium, das er an Hochschule für Schauspielkunst „Ernst Busch“ in Berlin absolvierte. 2007 schloss er dort mit dem Schauspieldiplom ab. Während seines Studiums spielte er bereits am Deutschen Theater Berlin (2005) und in den Jahren 2006/2007 in Studio-Produktionen am bat-Theater.
2006 erhielt er den Solopreis beim Bundeswettbewerb der deutschsprachigen Schauspielschulen in München. 2008 wurde er beim 24. Kinder- und Jugendtheatertreffen NRW als „Bester Darsteller“ ausgezeichnet. 
Von 2007 bis 2009 hatte er sein erstes Festengagement am Theater Bielefeld. Dort trat er u. a. als Hermann in Die Hermannsschlacht, in der Titelrolle von Don Karlos und als Dr. Schimmelpfennig in Vor Sonnenaufgang auf. Anschließend arbeitete Tomi als freischaffender Schauspieler. Er hatte Gastengagements am Maxim Gorki Theater in Berlin (2007 in Ozonkinder), am Deutschen Nationaltheater Weimar (2010; als Tambourmajor in Woyzeck, Regie: Nora Schlocker) und am Schauspielhaus Wien (2010, u. a. in der Uraufführung von Herr mit Sonnenbrille, Regie: Robert Borgmann).
Ab Spielzeitbeginn 2011 bis 2013 war er festes Ensemblemitglied am Düsseldorfer Schauspielhaus. Dort spielte er u. a. den Muttersohn Johannes Vockerat in Gerhart Hauptmanns Schauspiel Einsame Menschen in der Inszenierung von Nora Schlocker und den Klandestino in „Puppen“, einer Musiktheater-Installation von Kevin Rittberger. Von 2013 bis 2015 trat er am Düsseldorfer Schauspielhaus weiterhin als Gast auf. 2012 wirkte er dort in der Uraufführung von Falk Richters „Büchner-Projekt“ mit.
Seit der Spielzeit 2015/16 ist Ingo Tomi festes Schauspiel-Ensemblemitglied am Theater Basel.
Gelegentlich übernahm Tomi auch einige Film- und Fernsehrollen. In dem Fernsehfilm Es ist alles in Ordnung (2014) spielte er, an der Seite von Silke Bodenbender in der Hauptrolle als Birgit, eine Nebenrolle. Er verkörperte Tobias, Birgits Ex-Freund und Vater der heranwachsenden 13-jährigen Tochter Sarah. In der ARD-Vorabendserie Großstadtrevier war er 2015 in einer Episodenrolle zu sehen; er spielte Christian Marquard, den Ehemann eines schwer verletzten Unfallopfers. Im Februar 2016 war Tomi in der ZDF-Serie Notruf Hafenkante in einer Episodenhauptrolle zu sehen; er spielte Robert Zerlin, die große Jugendliebe der Serienfigur Melanie Hansen (Sanna Englund). In der österreichischen Krimiserie SOKO Kitzbühel hatte er in der Folge Mord-Rezepte (Erstausstrahlung: ORF/ZDF, März 2016) ebenfalls eine Episodenhauptrolle als Bestseller-Krimiautor Thomas Brix, der den Roman seines besten Freundes unter eigenem Namen veröffentlicht, und ihn tötet, um die Hintergründe zu verdecken.
Tomi lebte während seiner früheren Theaterengagements in Berlin und Düsseldorf.

## Filmografie
- 2010: Kaperfahrt (Kurzfilm)
- 2012: Tatort: Hinkebein (Fernsehreihe)
- 2013: Hiob (Kurzfilm)
- 2014: Es ist alles in Ordnung (Fernsehfilm)
- 2015: Großstadtrevier (Fernsehserie; Folge: Hals über Kopf)
- 2016: Notruf Hafenkante (Fernsehserie; Folge: Klassentreffen)
- 2016: SOKO Kitzbühel (Fernsehserie; Folge: Mord-Rezepte)